# Toni Elías
Toni Elias Justícia (ur. 26 marca 1983 w Manresa) – hiszpański motocyklista wyścigowy.

## Kariera

### 125 cm³ (1999-2001)
Toni Elias Justícia w mistrzostwach świata klasy 125 cm³ zadebiutował w 1999 roku, podczas wyścigu o GP Hiszpanii. Do dyspozycji dostał wówczas motocykl Hondy. W tym samym sezonie pojawił się jeszcze podczas GP Katalonii oraz GP Walencji, zdobywając w tej drugiej pierwsze punkty w karierze. Zajął tam wówczas czternastą lokatę, dzięki której w klasyfikacji końcowej znalazł się na 33. pozycji.
Rok 2000 był pierwszym pełnym cyklem zmagań w karierze Eliasa. Hiszpan punktował ośmiokrotnie, najlepiej spisując się podczas katalońskiej rywalizacji, gdzie zajął ósme miejsce. Zdobyte punkty sklasyfikowały go na 20. pozycji.
W sezonie 2001 po raz ostatni ścigał się w najniższej kategorii. Toni Elias Justícia był jednym z czołowych kierowców serii, ostatecznie plasując się na 3. miejscu. W tym czasie osiem razy stawał na podium, po raz pierwszy w GP Francji. Odniósł również dwa zwycięstwa, podczas GP Holandii (tam również po raz pierwszy uzyskał najszybsze okrążenie w wyścigu) i GP Czech. Poza tym czterokrotnie sięgał po pole position. Pierwszy raz podczas zmagań na brytyjskim torze Donington Park.

### 250 cm³ (2002-2004)
W roku 2002 Toni Elias Justícia awansował do średniej klasy 250 cm³, przesiadając się przy tym na włoski motocykl Aprilia. Debiutancki sezon okazał się bardzo udany dla Hiszpana, który pięciokrotnie meldował się na podium. Trzecie zwycięstwo w karierze odniósł podczas GP Pacyfiku, w którym ustanowił również najlepszy czas okrążenia. Ostatecznie zmagania zakończył na 4. pozycji. 
Sezon 2003 był jeszcze lepszy w wykonaniu Eliasa. Hiszpan był jednym z zawodników walczących o tytuł mistrzowski. Nierówna forma doprowadziła jednak do zajęcia 3. miejsca, w ogólnej punktacji. W ciągu sezonu Toni Elias Justícia (najwięcej ze wszystkich) pięciokrotnie zwyciężał oraz dwukrotnie dojeżdżał na drugiej pozycji. Pod koniec cyklu zmagań aż pięć razy startował również z pierwszego pola. 
W 2004 roku po raz ostatni ścigał się na ćwierćlitrówkach. Ponownie należał do czołówki, jednakże nie mógł nawet marzyć o tytule, który rozstrzygnął się pomiędzy dominującym Danim Pedrosą oraz Sebastianem Porto. W trakcie sezonu aż ośmiokrotnie jednak stawał na podium, odnosząc przy tym jedno zwycięstwo, podczas GP Portugalii. Uzyskane punkty pozwoliły Hiszpanowi zająć w klasyfikacji generalnej 4. lokatę.

### MotoGP (część I: 2005-2009)
W sezonie 2005 Hiszpan rozpoczął starty w najwyższej kategorii MotoGP. Wraz ze zmianą pojemności motocykla Toni Elias przesiadł się na maszynę Yamahy, nawiązując współpracę z ekipą Tech3. Elias punktował we wszystkich rundach (nie wziął udziału w trzech), będąc najwyżej sklasyfikowanym podczas GP Turcji, gdzie zajął szóstą pozycję. Ostatecznie zmagania zakończył na 12. lokacie.
W kolejnym roku startów zespół Tonie przeniósł się do ekipy Gresini Racing, w której ścigał się na motocyklu Honda. Sezon rozpoczął znakomicie, od zajęcia czwartej lokaty, podczas GP Hiszpanii. W dalszej części rywalizacji nie spisywał się jednak tak dobrze, a w wyniku poniesienia kontuzji nie wziął udziału w rundach na torze w Assen oraz Donington Park. Przełomowym momentem dla Eliasa było odniesienie pierwszego w karierze zwycięstwa w najwyższej kategorii. Sukces odniósł podczas przedostatniej rundy o GP Portugalii. Zdobyte punkty sklasyfikowały go na 9. miejscu. 
W roku 2007 Hiszpan kontynuując współpracę z włoską stajnią, już w trzecim wyścigu sezonu, o GP Chin, znalazł się na drugiej lokacie. Niestety w środku sezonu Elias ponownie nabawił się urazu, który wykluczył go tym razem z trzech eliminacji. W GP Japonii Toni Elias Justícia po raz drugi i ostatni w sezonie znalazł się na podium, zajmując trzecie miejsce. Na koniec rywalizacji, tak jak w debiucie, został sklasyfikowany na 12. lokacie. 
W 2008 roku Toni Elias Justícia rozpoczął współpracę z innym włoskim zespołem - Pramac Racing - korzystającym z maszyny Ducati. Starty na innym motocyklu nie były jednak udane dla Eliasa, który rzadko plasował się w pierwszej dziesiątce klasyfikacji. Pomimo tego dwukrotnie znalazł się na podium, zajmując odpowiednio drugie i trzecie miejsce, podczas GP Czech i San Marino. W ostatecznej punktacji po raz trzeci w karierze zajął 12. lokatę. 
W kolejnym sezonie Hiszpan powrócił do jazdy na japońskiej konstrukcji oraz do współpracy z ekipą Fausto Gresiniego. Okazało się to dobrym posunięciem, ponieważ Elias częściej plasował się w czołowej dziesiątce. Na czeskim Masaryk Circuit Toni Elias uplasował się na najniższym stopniu podium. Ostatecznie zmagania zakończył na najwyższej w karierze 7. pozycji.

### Moto2 (2010)
Pomimo zadowalającego sezonu, Elias nie znalazł zatrudnienia w najwyższej kategorii, na następny rok. Powrócił więc do średniej klasy, która została przekształcona w serię Moto2. Ponownie współpracował z Gresini Racing, korzystając z motocykla marki Moriwaki. Justícia będąc jednym z faworytów do tytułu, zniósł presję, stając się historycznym mistrzem tej kategorii. W ciągu sezonu Hiszpan ośmiokrotnie stawał na podium, z czego aż siedem razy na najwyższym stopniu. Po pole position sięgnął trzykrotnie, po raz pierwszy w inauguracyjnej rundzie, na torze Losail. 

### MotoGP (część II: 2011-)
Sukces w Moto2 pozwolił Eliasowi powrócić do najwyższej kategorii, w której podpisał kontrakt z zespołem LCR, korzystając z motocykla Hondy. 

## Statystyki liczbowe

### Sezony
| Sezon | Kategoria | Motocykl        | Zespół                | Wyścigi | Zwycięstwa | Podium | PP | NO | Punkty | Poz. koń. |
| ----- | --------- | --------------- | --------------------- | ------- | ---------- | ------ | -- | -- | ------ | --------- |
| 1999  | 125 cm³   | Honda RS125     |                       | 3       | 0          | 0      | 0  | 0  | 2      | 33        |
| 2000  | 125 cm³   | Honda RS125     |                       | 16      | 0          | 0      | 0  | 0  | 24     | 20        |
| 2001  | 125 cm³   | Honda RS125     |                       | 16      | 2          | 9      | 4  | 1  | 217    | 3         |
| 2002  | 250 cm³   | Aprilia RS250   |                       | 16      | 1          | 5      | 0  | 1  | 178    | 4         |
| 2003  | 250 cm³   | Aprilia RS250   |                       | 16      | 5          | 7      | 5  | 4  | 226    | 3         |
| 2004  | 250 cm³   | Honda RS250     |                       | 16      | 1          | 8      | 0  | 1  | 199    | 4         |
| 2005  | MotoGP    | Yamaha YZR-M1   | Tech 3                | 14      | 0          | 0      | 0  | 0  | 74     | 12        |
| 2006  | MotoGP    | Honda RC211V    | Gresini Racing        | 15      | 1          | 1      | 0  | 1  | 116    | 9         |
| 2007  | MotoGP    | Honda RC212V    | Gresini Racing        | 15      | 0          | 2      | 0  | 2  | 104    | 12        |
| 2008  | MotoGP    | Ducati GP8      | Pramac Racing         | 18      | 0          | 2      | 0  | 0  | 92     | 12        |
| 2009  | MotoGP    | Honda RC212V    | Gresini Racing        | 17      | 0          | 1      | 0  | 0  | 115    | 7         |
| 2010  | Moto2     | Moriwaki MD600  | Gresini Racing        | 17      | 7          | 8      | 3  | 2  | 271    | 1         |
| 2011  | MotoGP    | Honda RC212V    | Team LCR              | 17      | 0          | 0      | 0  | 0  | 61     | 15        |
| 2012  | Moto2     | Suter MMXII     | Aspar Racing Team     | 13      | 0          | 0      | 0  | 0  | 50     | 16        |
| 2012  | Moto2     | Kalex Moto2     | Italtrans Racing Team | 13      | 0          | 0      | 0  | 0  | 50     | 16        |
| 2012  | MotoGP    | Ducati GP12     | Pramac Racing         | 3       | 0          | 0      | 0  | 0  | 10     | 24        |
| 2013  | Moto2     | Kalex Moto2     | Blusens Avintia       | 11      | 0          | 0      | 0  | 0  | 22     | 18        |
| 2015  | MotoGP    | Honda RC213V-RS | AB Motoracing         | 6       | 0          | 0      | 0  | 0  | 2      | 27        |
| Razem |           |                 |                       | 224     | 17         | 43     | 12 | 12 | 1761   |           |

### Klasy wyścigowe
| Klasa   | Sezon                      | Pierwsze GP    | Pierwsze podium | Pierwsza zwycięstwo | Wyścigi | Wygrane | Podia | PP | Najsz. okr. | Pkt. | WCh. |
| ------- | -------------------------- | -------------- | --------------- | ------------------- | ------- | ------- | ----- | -- | ----------- | ---- | ---- |
| 125 cm³ | 1999–2001                  | Hiszpania 1999 | Francja 2001    | TT 2001             | 35      | 2       | 9     | 4  | 1           | 243  | 0    |
| 250 cm³ | 2002–2004                  | Japonia 2002   | TT 2002         | Pacyfik 2002        | 48      | 7       | 20    | 5  | 6           | 603  | 0    |
| MotoGP  | 2005–2009, 2011–2012, 2015 | Hiszpania 2005 | Portugalia 2006 | Portugalia 2006     | 105     | 1       | 6     | 0  | 3           | 574  | 0    |
| Moto2   | 2010, 2012–2013            | Katar 2010     | Hiszpania 2010  | Hiszpania 2010      | 41      | 7       | 8     | 3  | 2           | 343  | 1    |
| Razem   | 1999 –                     |                |                 |                     | 229     | 17      | 43    | 12 | 12          | 1763 | 1    |

### Poszczególne wyścigi
| Rok  | Klasa   | Motocykl       | 1       | 2      | 3      | 4       | 5       | 6       | 7       | 8       | 9       | 10      | 11     | 12     | 13      | 14      | 15      | 16      | 17     | 18     | Poz | Pkt |
| ---- | ------- | -------------- | ------- | ------ | ------ | ------- | ------- | ------- | ------- | ------- | ------- | ------- | ------ | ------ | ------- | ------- | ------- | ------- | ------ | ------ | --- | --- |
| 1999 | 125 cm³ | Honda          | MAY     | JPN    | ESP 21 | FRA     | ITA     | CAT Ret | NLD     | GBR     | DEU     | CZE     | IMO    | VAL 14 | AUS     | RPA     | BRA     | ARG     |        |        | 33  | 2   |
| 2000 | 125 cm³ | Honda          | RPA 23  | MAY 17 | JPN 17 | ESP 16  | FRA 17  | ITA 15  | CAT 8   | NLD Ret | GBR 14  | DEU Ret | CZE 14 | PRT 17 | VAL 15  | BRA 14  | PAC 12  | AUS 12  |        |        | 20  | 24  |
| 2001 | 125 cm³ | Honda          | JPN 16  | RPA 18 | SPA 13 | FRA 3   | ITA 4   | CAT 2   | NED 1   | GBR 2   | GER 2   | CZE 1   | POR 3  | VAL 2  | PAC Ret | AUS 3   | MAY 6   | BRA 4   |        |        | 3   | 217 |
| 2002 | 250 cm³ | Aprilia        | JPN 11  | RPA 16 | SPA 10 | FRA 6   | ITA 4   | CAT 10  | NED 2   | GBR 3   | GER 6   | CZE 3   | POR 13 | BRA 5  | PAC 1   | MAY 2   | AUS 5   | VAL 10  |        |        | 4   | 178 |
| 2003 | 250 cm³ | Aprilia        | JPN Ret | RPA 8  | SPA 1  | FRA 1   | ITA 6   | CAT 4   | NED 13  | GBR 4   | GER 7   | CZE 2   | POR 1  | BRA 18 | PAC 1   | MAY 1   | AUS 11  | VAL 2   |        |        | 3   | 226 |
| 2004 | 250 cm³ | Honda          | RPA 8   | SPA 12 | FRA 3  | ITA 6   | CAT 3   | NED 3   | BRA 3   | GER 22  | GBR Ret | CZE 5   | POR 1  | JPN 2  | QAT 6   | MAY 3   | AUS 5   | VAL 2   |        |        | 4   | 199 |
| 2005 | MotoGP  | Yamaha         | SPA 12  | POR 14 | CHN 14 | FRA 9   | ITA     | CAT     | NED     | USA 13  | GBR 9   | GER 12  | CZE 14 | JPN 9  | MAY 11  | QAT 8   | AUS 9   | TUR 6   | VAL 10 |        | 12  | 74  |
| 2006 | MotoGP  | Honda          | SPA 4   | QAT 8  | TUR 5  | CHN 11  | FRA 9   | ITA 7   | CAT Ret | NED     | GBR     | GER 11  | USA 15 | CZE 11 | MAY Ret | AUS 9   | JPN 6   | POR 1   | VAL 6  |        | 9   | 116 |
| 2007 | MotoGP  | Honda          | QAT 14  | SPA 4  | CHN 2  | TUR Ret | FRA Ret | ITA 6   | CAT Ret | GBR 12  | NED     | GER     | USA    | CZE 11 | SMR 7   | POR 8   | JPN 3   | AUS 15  | MAY 6  | VAL 10 | 12  | 104 |
| 2008 | MotoGP  | Ducati         | QAT 14  | SPA 15 | POR 12 | CHN 8   | FRA 11  | ITA 12  | CAT DSQ | GBR 11  | NED 12  | GER 12  | USA 7  | CZE 2  | SMR 3   | IND 12  | JPN 12  | AUS 11  | MAY 15 | VAL 18 | 12  | 92  |
| 2009 | MotoGP  | Honda          | QAT 9   | JPN 15 | SPA 9  | FRA 10  | ITA 14  | CAT 18  | NED 12  | USA 6   | GER 6   | GBR Ret | CZE 3  | IND 9  | SMR 6   | POR 6   | AUS 10  | MAY 7   | VAL 6  |        | 7   | 115 |
| 2010 | Moto2   | Moriwaki       | QAT 4   | SPA 1  | FRA 1  | ITA 5   | GBR 10  | NED 2   | CAT 5   | GER 1   | CZE 1   | IND 1   | SMR 1  | ARA 4  | JPN 1   | MAY 4   | AUS 7   | POR Ret | VAL 30 |        | 1   | 271 |
| 2011 | MotoGP  | Honda          | QAT Ret | SPA 9  | POR 11 | FRA 11  | CAT 13  | GBR 8   | NED 10  | ITA 15  | GER 16  | USA 13  | CZE 11 | IND 13 | RSM 15  | ARA Ret | JPN Ret | AUS 8   | MAL C  | VAL 10 | 15  | 61  |
| 2012 | Moto2   | Suter          | QAT 13  | SPA 9  | POR 7  | FRA 11  | CAT Ret | GBR 12  | NED 9   | GER Ret | ITA Ret |         |        |        | RSM     | ARA     |         |         |        |        | 16  | 50  |
| 2012 | Moto2   | Kalex          |         |        |        |         |         |         |         |         |         |         |        |        |         |         | JPN Ret | MAL 12  | AUS 12 | VAL 9  | 16  | 50  |
| 2012 | MotoGP  | Ducati         |         |        |        |         |         |         |         |         |         | USA Ret | IND 11 | CZE 11 |         |         |         |         |        |        | 24  | 10  |
| 2013 | Moto2   | Kalex          | QAT 15  | AME 9  | SPA 9  | FRA Ret | ITA 11  | CAT Ret | NED Ret | GER 20  | IND 17  | CZE 15  | GBR 15 | RSM    | ARA     | MAL     | AUS     | JPN     | VAL    |        | 18  | 22  |
| 2015 | MotoGP  | Honda          | QAT     | AME    | ARG    | SPA     | FRA     | ITA     | CAT     | NED     | GER     | IND 22  | CZE    | GBR    | RSM     |         |         |         |        |        | 27  | 2   |
| 2015 | MotoGP  | Yamaha Forward |         |        |        |         |         |         |         |         |         |         |        |        |         | ARA 21  | JPN 20  | AUS 22  | MAL 14 | VAL 20 | 27  | 2   |